# Pchery
Pchery är en ort i Tjeckien.   Den ligger i regionen Mellersta Böhmen, i den centrala delen av landet, 25 km nordväst om huvudstaden Prag. Pchery ligger 302 meter över havet och antalet invånare är 1 743.
Terrängen runt Pchery är lite kuperad.Runt Pchery är det mycket tätbefolkat, med 1 411 invånare per kvadratkilometer. Närmaste större samhälle är Kladno, 5,3 km söder om Pchery. Trakten runt Pchery består till största delen av jordbruksmark.